# Piraí do Sul
Piraí do Sul é um município brasileiro no interior do estado do Paraná, Região Sul do país. Localiza-se nos Campos Gerais do Paraná, a norte da capital do estado, distando desta cerca de 180 km. Ocupa uma área de 1 345,417 km², sendo que 3,3 km² estão em perímetro urbano, e sua população em 2018 era de 25 291 habitantes.
A sede tem uma temperatura média anual de 17,5 °C e na vegetação original do município predomina a Mata Atlântica em alternância com o Cerrado. Com 69% da população vivendo na zona urbana, Piraí do Sul contava, em 2009, com 12 estabelecimentos de saúde. O seu Índice de Desenvolvimento Humano (IDH) é de 0,708, classificado como alto em relação à média nacional. A agropecuária e a prestação de serviços configuram-se como as principais fontes no município, que é um dos maiores produtores de frango do Brasil.
A região, ocupada originalmente pelos índios caingangues, foi desbravada primeiramente no século XVII por tropeiros que levavam tropas e gado dos pampas gaúchos à feira de Sorocaba, na Capitania de São Paulo, através do Caminho de Sorocaba. Alguns viajantes e outros forasteiros se apossaram de terras na localidade, às margens do rio Piraí, que servia como ponto de descanso, levando à formação do Bairro da Lança. Dado o desenvolvimento, em 1872 foi criada a Freguesia de Pirahy, subordinada a Castro, do qual se desmembrou em 1881.
Piraí do Sul é conhecida pelo título de Nossa Senhora das Brotas atribuído à cidade e difundido por meio de uma imagem da representação, trazida por São Frei Galvão no século XIX, que foi perdida e encontrada intacta após um incêndio. No local do encontro, foi erguido o Santuário de Nossa Senhora das Brotas, onde ocorre anualmente a festa da padroeira municipal, que atrai milhares de visitantes em suas edições. O teatro, o artesanato, as manifestações tradicionais populares e outros eventos festivos, tais como o Abril Fest e a festa do Senhor Menino Deus, que ocorre na Igreja Matriz da cidade, também estão entre as principais manifestações culturais.

## História
Até o século XVII, a região era habitada pelos índios caingangues. A partir desse século, a região começou a ser desbravada pelos descendentes de europeus. Tropeiros cortavam periodicamente a localidade, através do histórico Caminho de Sorocaba, levando tropas e gado à feira de Sorocaba, na Capitania de São Paulo, trazidos de Viamão, nos pampas gaúchos. Sorocaba era a principal praça para comercialização de gado e tropas em todo o Brasil Colônia. Ao longo do trajeto, muitos pousos de tropeiros e currais de gado surgiram, sendo estes de suma importância, pois eram necessários para o descanso dos viajantes e para a alimentação dos animais, que se fartavam no capim vicejante e natural dos Campos Gerais. Muitos destes pousos se transformaram em vilas e cidades, a exemplo de Rio Negro, Lapa, Campo Largo, Ponta Grossa, Castro e Piraí do Sul.
A primeira denominação do atual município de Piraí do Sul foi Bairro da Lança. O início do povoamento de origem europeia deu-se em princípios do século XVII, numa área de terras localizada no Vale do Rio Piraí e pertencente ao padre Lucas Rodrigues França, filho do capitão-governador João Rodrigues França e fundador de arraiais de mineração e dono da sesmaria que deu origem a Piraquara. Alguns anos depois, estabeleceram-se Manoel da Costa Ferreira e Ana Mendes Tenória, no que foram seguidos por outras famílias. Em meados do século XVIII, os moradores dos bairros do Piraí, Lança, Fundão e cercanias movimentaram-se para construírem uma capela.
A pequena igreja foi levantada no local denominado Campo Comprido, sob a invocação de Nossa Senhora de Santa Ana, em terreno dado pelo casal Manoel da Costa Ferreira, que ainda cedeu trinta novilhas e quatro touros, para término da construção. Os paramentos e a imagem da santa foram comprados por Manoel da Costa, que veio a falecer quando dedicava seus últimos dias à execução da obra que idealizara juntamente com sua esposa, na satisfação de seu desejo religioso de criar uma nova freguesia na povoação de Piraí. Pouco tempo depois, faleceu Ana Tenória. Mortos os protetores e fundadores da Capela de Sant'Ana do Piraí, em pouco tempo, quase tudo ficou em ruínas, graças ao involuntário abandono. Em 1765, o vigário Manoel Francisco Vilela, visitador ordinário da Paróquia de Santos, em viagem à região constatou a situação, reuniu os paramentos e as sobras de imagens e as transportou para Curitiba, até que a capela do Piraí fosse reconstruída.
Em meados do século XIX, os moradores do Bairro da Lança ergueram uma nova capela, na qual entronizaram a imagem do Senhor Menino Deus, e ao redor do templo efetivou-se a povoação. A Igreja Matriz de Piraí do Sul foi inaugurada em fevereiro de 1859, sob a benção de frei Mathias de Gênova, após cerca de 10 anos de construção. Dado o desenvolvimento da localidade, em 12 de abril de 1872, através da lei provincial nº 329, o povoado de Lança eleva-se à categoria de freguesia, denominada Pirahy, sob a invocação do Menino Deus e com território pertencente ao município de Castro, desmembrando-se pela lei provincial nº 631, de 5 de março de 1881, ao ser elevado à condição de vila. A instalação solene ocorreu em 24 de julho de 1882, ocasião em que foram empossados os primeiros camaristas de Piraí. Sua fundação, no entanto, foi consolidada em 23 de abril de 1946, data da instalação da Comarca.
O decreto-lei nº 199, de 30 de dezembro de 1943, alterou a denominação para Piraí-Mirim, passando a denominar-se Piraí do Sul pela lei estadual nº 2, de 11 de outubro de 1947. O nome "Piraí" é uma referência ao rio Piraí, que banha o município. O termo provém da língua tupi e significa "rio dos peixes", através da junção de pirá (peixe) e  'y (rio). A expressão "do Sul" foi acrescentada para diferenciar o município do município de Piraí, no estado do Rio de Janeiro.

## Geografia

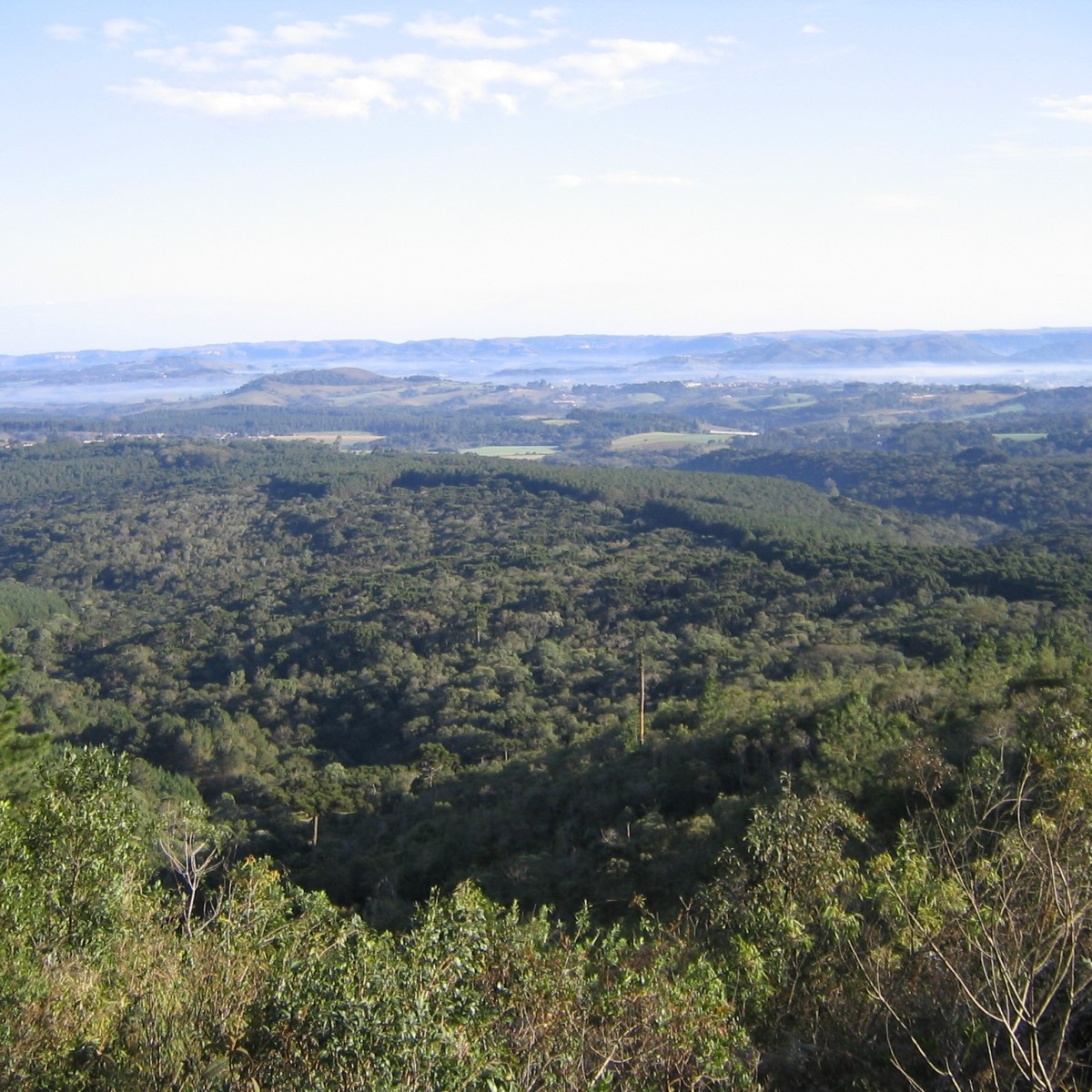
Vista da Floresta Nacional de Piraí do Sul

A área do município, segundo o Instituto Brasileiro de Geografia e Estatística (IBGE) em 2020, é de 1 345,417 km². Em 2017, 3,2713 km² constituíam a zona urbana e os 1 399,794 km² restantes constituíam a zona rural. Situa-se a 24°31'34" de latitude sul e 49°56'55" de longitude oeste e está a uma distância de 184 quilômetros a norte da capital do estado. Faz limites com os municípios de Arapoti, a norte; Ventania, a oeste; Tibagi, a oeste e sudoeste; Castro, a sul; Doutor Ulysses, a leste e sudeste; e Jaguariaíva, a leste e nordeste.
De acordo com a divisão regional vigente desde 2017, instituída pelo IBGE, o município pertence às Regiões Geográficas Intermediária e Imediata de Ponta Grossa. Até então, com a vigência das divisões em microrregiões e mesorregiões, fazia parte da microrregião de Jaguariaíva, que por sua vez estava incluída na mesorregião do Centro Oriental Paranaense.

### Relevo, hidrografia e meio ambiente
O município de Piraí do Sul faz parte do primeiro planalto paranaense, também conhecido como planalto de Curitiba, onde o relevo é predominantemente ondulado e a altitude média varia de 850 a 1 300 metros acima do nível do mar. A altitude média da sede é de 1 036 metros, sendo então a oitava sede com a maior elevação do estado, e a idade geológica do solo predominante pertence a período Ordoviciano.
A vegetação predominante é a Mata Atlântica em alternância do Cerrado, sendo que as reservas remanescentes do domínio florestal atlântico ocupavam 12 742 hectares em 2011, ou 16,2% da área total municipal. O município também abriga a Floresta Nacional de Piraí do Sul, com o objetivo principal de assegurar a preservação da Araucária, árvore que está ameaçada de extinção. Os principais cursos hidrográficos que cortam o território municipal são os rios  Piraizinho e Piraí.

### Clima
| Maiores acumulados de chuva em 24 horas registrados em Piraí do Sul por meses (Estação Piraí do Sul, 1973–2019) | Maiores acumulados de chuva em 24 horas registrados em Piraí do Sul por meses (Estação Piraí do Sul, 1973–2019) | Maiores acumulados de chuva em 24 horas registrados em Piraí do Sul por meses (Estação Piraí do Sul, 1973–2019) | Maiores acumulados de chuva em 24 horas registrados em Piraí do Sul por meses (Estação Piraí do Sul, 1973–2019) | Maiores acumulados de chuva em 24 horas registrados em Piraí do Sul por meses (Estação Piraí do Sul, 1973–2019) | Maiores acumulados de chuva em 24 horas registrados em Piraí do Sul por meses (Estação Piraí do Sul, 1973–2019) |
| Mês | Acumulado | Data | Mês | Acumulado | Data |
| --- | --- | --- | --- | --- | --- |
| Janeiro | 123,7 mm | 12/01/1995 | Julho | 93,4 mm | 11/07/2009 |
| Fevereiro | 104,5 mm | 18/02/2001 | Agosto | 89 mm | 26/08/1973 |
| Março | 64 mm | 24/03/1974 | Setembro | 116 mm | 08/09/2015 |
| Abril | 95,1 mm | 27/04/2012 | Outubro | 150,8 mm | 12/10/1992 |
| Maio | 121,7 mm | 20/05/1983 | Novembro | 109 mm | 12/11/2001 |
| Junho | 100 mm | 12/06/2000 | Dezembro | 85 mm | 30/12/1989 |
| Fonte: Agência Nacional de Águas e Saneamento Básico (ANA).                                                     | | | | | |

O clima piraiense é caracterizado, segundo o IBGE, como subtropical mesotérmico brando superúmido (tipo Cfb segundo Köppen), tendo chuvas bem distribuídas durante o ano e temperatura média anual de 17,5 °C com invernos frios e verões amenos. O mês mais quente, janeiro, tem temperatura média de 21,4 °C, sendo a média máxima de 26,6 °C e a mínima de 16,2 °C. E o mês mais frio, junho, de 13,8 °C, sendo 20,2 °C e 7,4 °C as médias máxima e mínima, respectivamente. Outono e primavera são estações de transição.
A precipitação média anual é de 1 433,9 mm, sendo agosto o mês mais seco, quando ocorrem 71,2 mm. Em janeiro, o mês mais chuvoso, a média fica em 205,7 mm. Nos dias mais frios do ano são observados episódios de geada e em 23 de julho de 2013, foi registrada queda de neve na cidade, devido à passagem de uma forte onda de frio.
De acordo com o Instituto Água e Terra, com dados coletados na estação pluviométrica Piraí do Sul de 1973 a 2019, o maior acumulado de chuva registrado em 24 horas foi de 150,8 mm no dia 12 de outubro de 1992. Outros grandes acumulados foram de 123,7 mm em 12 de janeiro de 1995, 121,7 mm em 20 de maio de 1983 e 116 mm em 8 de setembro de 2015. Contudo, na estação Jararaca-Santo André, que esteve em operação de 1975 a 1999, o acumulado atingiu 158,2 mm em 30 de dezembro de 1989. Nesta mesma data, a estação Capinzal (1975–2019) também aferiu seu recorde, de 157,6 mm. Tempestades de granizo não são frequentes, mas uma das maiores e mais recentes ocorreu no dia 6 de outubro de 2011, destelhando várias casas e estabelecimentos e danificando plantações e criações tanto na zona urbana quanto no perímetro rural.
| Dados climatológicos para Piraí do Sul | Dados climatológicos para Piraí do Sul | Dados climatológicos para Piraí do Sul | Dados climatológicos para Piraí do Sul | Dados climatológicos para Piraí do Sul | Dados climatológicos para Piraí do Sul | Dados climatológicos para Piraí do Sul | Dados climatológicos para Piraí do Sul | Dados climatológicos para Piraí do Sul | Dados climatológicos para Piraí do Sul | Dados climatológicos para Piraí do Sul | Dados climatológicos para Piraí do Sul | Dados climatológicos para Piraí do Sul | Dados climatológicos para Piraí do Sul |
| Mês                                    | Jan                                    | Fev                                    | Mar                                    | Abr                                    | Mai                                    | Jun                                    | Jul                                    | Ago                                    | Set                                    | Out                                    | Nov                                    | Dez                                    | Ano                                    |
| -------------------------------------- | -------------------------------------- | -------------------------------------- | -------------------------------------- | -------------------------------------- | -------------------------------------- | -------------------------------------- | -------------------------------------- | -------------------------------------- | -------------------------------------- | -------------------------------------- | -------------------------------------- | -------------------------------------- | -------------------------------------- |
| Temperatura máxima média (°C)          | 26,6                                   | 26,1                                   | 26,1                                   | 24,1                                   | 21,8                                   | 20,2                                   | 20,8                                   | 21,4                                   | 21,5                                   | 23,3                                   | 23                                     | 23,5                                   | 23,2                                   |
| Temperatura mínima média (°C)          | 16,2                                   | 16,1                                   | 15,6                                   | 12,8                                   | 9,4                                    | 7,4                                    | 7,1                                    | 8,4                                    | 9,9                                    | 12                                     | 12,7                                   | 13,9                                   | 11,8                                   |
| Precipitação (mm)                      | 205,7                                  | 170,5                                  | 131,6                                  | 80,8                                   | 91                                     | 90,4                                   | 76,3                                   | 71,3                                   | 116,7                                  | 136,8                                  | 126,1                                  | 136,7                                  | 1 433,9                                |
| Fonte: Somar Meteorologia              |                                        |                                        |                                        |                                        |                                        |                                        |                                        |                                        |                                        |                                        |                                        |                                        |                                        |

## Demografia
Em 2010, a população do município foi contada pelo Instituto Brasileiro de Geografia e Estatística (IBGE) em 23 424 habitantes. Segundo o censo daquele ano, 11 620 habitantes eram homens e 11 804 habitantes mulheres. Ainda segundo o mesmo censo, 16 102 habitantes viviam na zona urbana e 7 322 na zona rural. Já segundo estatísticas divulgadas em 2018, a população municipal era de 25 291 habitantes. Da população total em 2010, 6 094 habitantes (26,02%) tinham menos de 15 anos de idade, 15 418 habitantes (65,82%) tinham de 15 a 64 anos e 1 912 pessoas (8,16%) possuíam mais de 65 anos, sendo que a esperança de vida ao nascer era de 73,9 anos e a taxa de fecundidade total por mulher era de 2,6.
Em 2010, a população piraiense era composta por 18 721 brancos (79,92%), 492 negros (2,10%), 154 amarelos (0,66%), 4 047 pardos (17,28%) e dez indígenas (0,04%). Considerando-se a região de nascimento, 22 733 eram nascidos no Sul (97,05%), 13 na Região Norte (0,06%), 97 no Nordeste (0,41%), 37 no Centro-Oeste (0,16%) e 496 no Sudeste (2,12%). 22 482 habitantes eram naturais do estado do Paraná (95,88%) e, desse total, 16 907 eram nascidos em Piraí do Sul (72,18%). Entre os 942 naturais de outras unidades da federação, São Paulo era o estado com maior presença, com 386 pessoas (1,65%), seguido pelo Rio Grande do Sul, com 131 residentes (0,56%), e por Santa Catarina, com 120 habitantes residentes no município (0,51%).

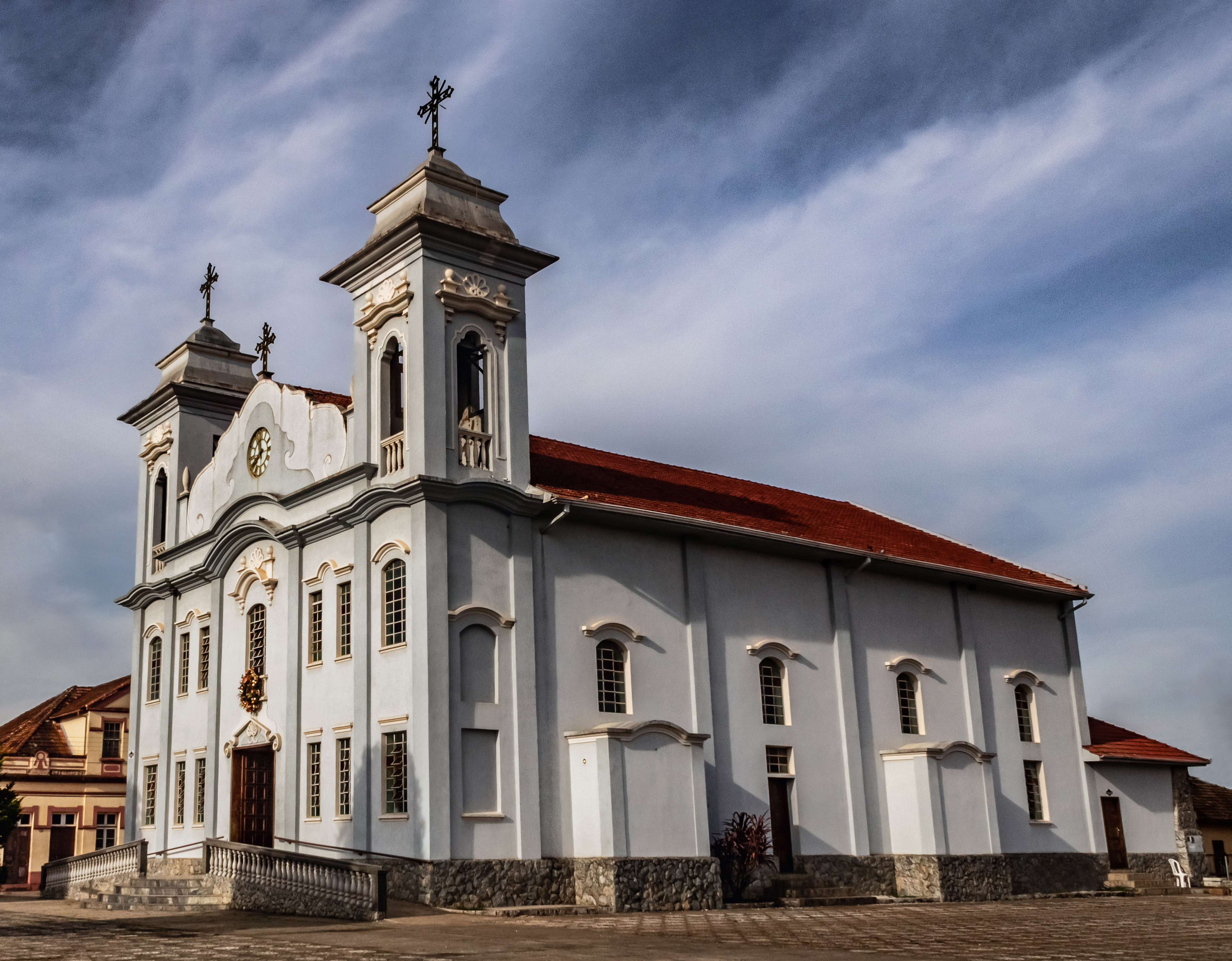
Vista da Igreja Matriz do Senhor Menino Deus

O Índice de Desenvolvimento Humano Municipal (IDH-M) de Piraí do Sul é considerado alto pelo Programa das Nações Unidas para o Desenvolvimento (PNUD), sendo que seu valor é de 0,708 (o 1165º maior do Brasil e o 192º maior do Paraná). A cidade possui a maioria dos indicadores próximos à média nacional segundo o PNUD. Considerando-se apenas o índice de educação o valor é de 0,619, o valor do índice de longevidade é de 0,816 e o de renda é de 0,702. De 2000 a 2010, a proporção de pessoas com renda domiciliar per capita de até meio salário mínimo reduziu em 60,1% e em 2010, 88,1% da população vivia acima da linha de pobreza, 8,9% encontrava-se na linha da pobreza e 3,0% estava abaixo e o coeficiente de Gini, que mede a desigualdade social, era de 0,561, sendo que 1,00 é o pior número e 0,00 é o melhor. A participação dos 20% da população mais rica da cidade no rendimento total municipal era de 60,8%, ou seja, 15,9 vezes superior à dos 20% mais pobres, que era de 3,8%.
De acordo com dados do censo de 2010 realizado pelo IBGE, a população de Piraí do Sul está composta por: 18 302 católicos (78,14%), 4 107 evangélicos (17,53%), 813 pessoas sem religião (3,47%), 124 espíritas (0,53%), 34 budistas (0,15%), sete umbandistas (0,03%) e 0,15% estão divididos entre outras religiões. A cidade se desenvolveu em uma matriz eminentemente católica, herdada da fé consolidada pelos primeiros habitantes, muitos dos quais atuaram em prol da instalação da freguesia de Pirahy, subordinada a Castro, que mais tarde deu origem ao município. Cabe ser ressaltado o título mariano de Nossa Senhora das Brotas, difundido em Piraí do Sul por meio de uma imagem da representação, trazida por São Frei Galvão no começo do século XIX, que foi perdida e encontrada intacta após um incêndio. Circunscricionalmente, o município abriga a Paróquia Senhor Menino Deus, subordinada à Diocese de Ponta Grossa e cuja sede é representada pela Igreja Matriz da cidade.

## Política e administração

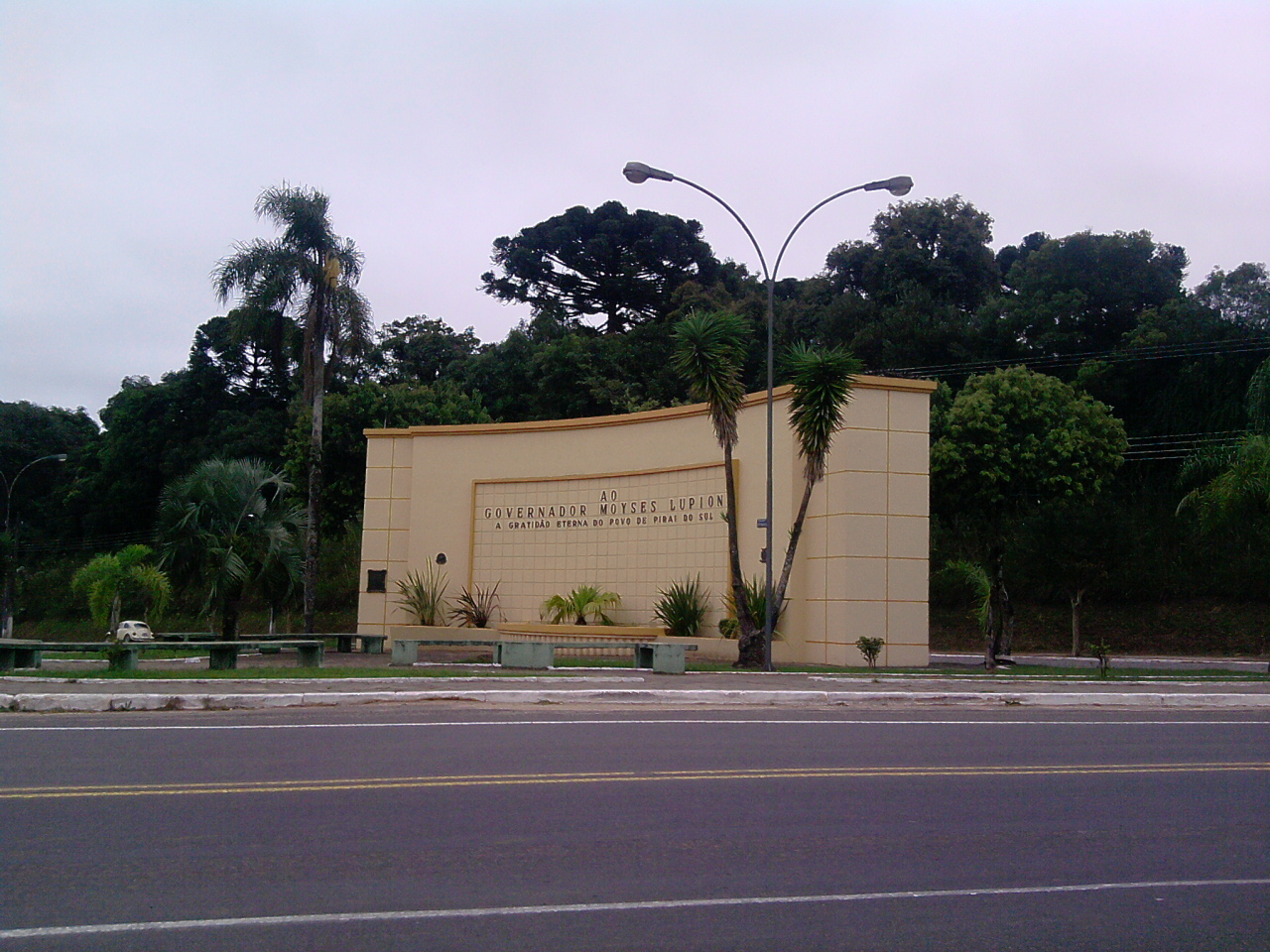
Monumento ao governador Moisés Lupion

A administração municipal se dá pelos Poderes Executivo e Legislativo.
O Poder Legislativo, por sua vez, é constituído pela câmara municipal, composta por nove vereadores eleitos para mandatos de quatro anos (em observância ao disposto no artigo 29 da Constituição).
O município sedia a Comarca de Piraí do Sul, classificada como de entrância inicial, que corresponde apenas ao próprio território municipal e foi instalada em 23 de abril de 1946. Havia 19 040 eleitores em julho de 2014, o que representava 0,242% do total do estado do Paraná.

## Economia
No Produto Interno Bruto (PIB) de Piraí do Sul, destacam-se a agropecuária e a área de prestação de serviços. De acordo com dados do IBGE, relativos a 2011, o PIB do município era de R$ 356 526 mil. 20 630 mil eram de impostos sobre produtos líquidos de subsídios a preços correntes e o PIB per capita era de R$ 15 132,02. Em 2010, 58,78% da população maior de 18 anos era economicamente ativa, enquanto que a taxa de desocupação era de 6,44%.
Em 2012, salários juntamente com outras remunerações somavam 52 993 mil reais e o salário médio mensal de todo município era de 2,3 salários mínimos. Havia 646 unidades locais e 640 empresas atuantes. Segundo o IBGE, 68,48% das residências sobreviviam com menos de salário mínimo mensal por morador (4 944 domicílios), 23,88% sobreviviam com entre um e três salários mínimos para cada pessoa (1 724 domicílios), 3,19% recebiam entre três e cinco salários (230 domicílios), 1,83% tinham rendimento mensal acima de cinco salários mínimos (132 domicílios) e 2,63% não tinham rendimento (190 domicílios).

### Setor primário
| Produção de soja, milho e trigo (2012) | Produção de soja, milho e trigo (2012) | Produção de soja, milho e trigo (2012) |
| -------------------------------------- | -------------------------------------- | -------------------------------------- |
| Produto                                | Área colhida (hectares)                | Produção (tonelada)                    |
| Soja                                   | 29 560                                 | 105 580                                |
| Milho                                  | 10 500                                 | 91 800                                 |
| Trigo                                  | 10 000                                 | 31 000                                 |

Em 2011, a pecuária e a agricultura acrescentavam 122 582 mil reais na economia de Piraí do Sul, enquanto que em 2010, 33,43% da população economicamente ativa do município estava ocupada no setor. Segundo o IBGE, em 2012 o município possuía um rebanho de 29 411 bovinos, 346 bubalinos, 194 caprinos, 2 716 equinos, 4 247 ovinos, 114 100 suínos, dois asininos e 6 656 151 aves, entre estas 25 662 galinhas e 6 630 489 galos, frangos e pintinhos. Neste mesmo ano, a cidade produziu 16 794 mil litros de leite de 4 431 vacas, 205 mil dúzias de ovos de galinha, 12 601 quilos de lã de 2 887 ovinos tosquiados, 8 319 quilos de mel de abelha e 668 quilos de casulos do bicho-da-seda. O município configura-se como o segundo maior produtor de frango do país, estando entre os 20 municípios brasileiros com os maiores efetivos de aves.
Na lavoura temporária, são produzidos principalmente a soja (105 580 toneladas produzidas e 29 560 hectares cultivados), o milho (91 800 toneladas e 10 500 hectares) e o trigo (31 mil toneladas e 10 hectares), além do arroz, aveia, batata, cebola, centeio, cevada, feijão e mandioca. Já na lavoura permanente, destacam-se a erva-mate (120 toneladas produzidas e 30 hectares cultivados), a uva (72 toneladas produzidas e nove hectares cultivados) e a laranja (50 toneladas e cinco hectares), além do caqui, pêssego e tangerina.

### Setores secundário e terciário

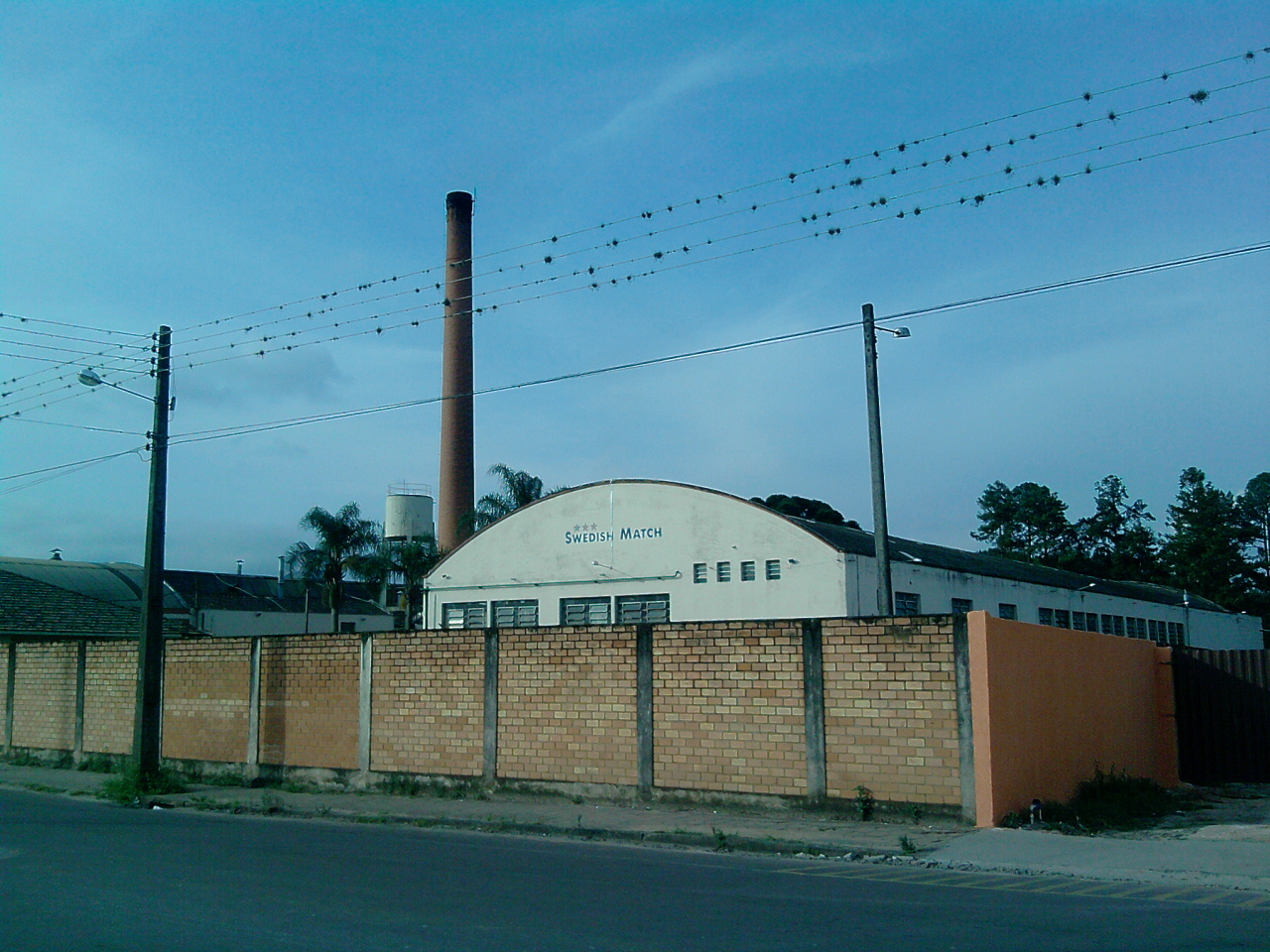
Fábrica da Swedish Match

A indústria, por sua vez, configurava-se como o setor menos relevante para a economia do município. 62 999 mil reais do PIB municipal eram do valor adicionado bruto do setor secundário, representados principalmente pela presença das indústrias de produtos minerais não metálicos, metalúrgica, mecânica, de materiais de transporte, da madeira e do mobiliário, do papel, química, de produtos alimentícios e de utilidade pública. Há entrepostos de empresas como Castrolanda, Perdigão, Swedish Match, Batavo e Iguaçu Celulose, Papel.
Em 2012, de acordo com o IBGE, também foram extraídos 13 826 m³ de madeira em lenha e 242 842 m³ de madeira em toras, sendo 89% deste valor destinado à produção de papel e celulose, além de 196 toneladas de carvão vegetal e 25 toneladas de erva-mate cancheada, e segundo estatísticas do ano de 2010, 12,4% dos trabalhadores de Piraí do Sul estavam ocupados no setor industrial. Também em 2010, 6,19% da população ocupada estava empregada no setor de construção, 0,80% nos setores de utilidade pública, 14,04% no comércio e 14,04% no setor de serviços e em 2011, 150 315 mil reais do PIB municipal eram do valor adicionado bruto do setor terciário, dentro do qual se destacam os ramos do comércio varejista, do turismo e de transporte e comunicações.

## Infraestrutura

### Habitação e criminalidade
No ano de 2010, a cidade tinha 7 220 domicílios particulares permanentes. Desse total, 7 207 eram casas, nove eram apartamentos e quatro eram casas de vila ou em condomínio. Do total de domicílios, 5 608 são imóveis próprios (5 495 já quitados e 113 em aquisição), 847 foram alugados, 746 foram cedidos (365 cedidos por empregador e 381 cedidos de outra forma) e 19 foram ocupados sob outra condição. Parte dessas residências conta com água tratada, energia elétrica, esgoto, limpeza urbana, telefonia fixa e telefonia celular. 5 272 domicílios eram atendidos pela rede geral de abastecimento de água (73,01% do total); 6 696 (92,74%) possuíam banheiros para uso exclusivo das residências; 5 458 (75,59% deles) eram atendidos por algum tipo de serviço de coleta de lixo; e 7 144 (98,94%) possuíam abastecimento de energia elétrica.
A criminalidade ainda é um problema presente em Piraí do Sul. Em 2012, foi registrada uma taxa de 8,4 homicídios para cada 100 mil habitantes, sendo o 166º maior índice do estado do Paraná e o 2139º maior do Brasil. Neste mesmo ano, a taxa de óbitos por acidentes de trânsito foi de 122,4 mortes a cada 100 mil habitantes, sendo a maior do estado e a terceira maior do Brasil, perdendo apenas para os municípios de Barbalha, no Ceará (194,4), e Presidente Dutra, no Maranhão (234,0). No entanto, não foram registrados suicídios durante o mesmo período.

### Saúde e educação
Em 2009, o município possuía 12 estabelecimentos de saúde entre hospitais, pronto-socorros, postos de saúde e serviços odontológicos, sendo oito quatro públicos municipais e quatro privados e nove deles integrantes do Sistema Único de Saúde (SUS). Havia também um total de 34 leitos (todos particulares). Em 2013, 92,7% das crianças menores de 1 ano de idade estavam com a carteira de vacinação em dia. Em 2012, foram registrados 367 nascidos vivos, sendo que o índice de mortalidade infantil neste ano foi de 13,6 óbitos de crianças menores de cinco anos de idade a cada mil nascidos vivos. Em 2010, 7,57% das mulheres de 10 a 17 anos tiveram filhos (todas acima dos 14 anos), sendo a taxa de atividade em meninas entre 10 e 14 anos de 4,51%. Do total de crianças menores de dois anos pesadas pelo Programa Saúde da Família em 2013, 1,6% apresentava desnutrição.
Na área da educação, o Índice de Desenvolvimento da Educação Básica (IDEB) médio entre as escolas públicas de Piraí do Sul era, no ano de 2011, de 4,3 (numa escala de avaliação que vai de nota 1 à 10), sendo que a nota obtida por alunos do 5º ano (antiga 4ª série) foi de 4,9 e do 9º ano (antiga 8ª série) foi de 3,7; o valor das escolas públicas de todo o Brasil era de 4,0. Em 2010, 2,46% das crianças com faixa etária entre seis e quatorze anos não estavam cursando o ensino fundamental. A taxa de conclusão, entre jovens de 15 a 17 anos, era de 46,5% e o percentual de alfabetização de jovens e adolescentes entre 15 e 24 anos era de 99,1%. Em 2013, a distorção idade-série entre alunos do ensino fundamental, ou seja, com com idade superior à recomendada, era de 8,4% para os anos iniciais e 18,2% nos anos finais e, no ensino médio, a defasagem chegava a 16,3%. Dentre os habitantes de 18 anos ou mais, 46,06% tinham completado o ensino fundamental e 30,63% o ensino médio, sendo que a população tinha em média 10,43 anos esperados de estudo.
Em 2010, de acordo com dados da amostra do censo demográfico, da população total, 6 296 habitantes frequentavam creches e/ou escolas. Desse total, 133 frequentavam creches, 435 estavam no ensino pré-escolar, 1 107 na classe de alfabetização, 40 na alfabetização de jovens e adultos, 2 848 no ensino fundamental, 993 no ensino médio, 201 na educação de jovens e adultos do ensino fundamental, 107 na educação de jovens e adultos do ensino médio, 24 na especialização de nível superior, 394 em cursos superiores de graduação e 14 em mestrado. 17 128 pessoas não frequentavam unidades escolares, sendo que 2 592 nunca haviam frequentado e 14 536 haviam frequentado alguma vez. O município contava, em 2012, com 5 364 matrículas nas instituições de ensino da cidade, sendo que dentre as 21 escolas que ofereciam ensino fundamental, 14 pertenciam à rede pública municipal, seis à rede pública estadual e uma ao sistema privado. Dentre as três escolas que forneciam o ensino médio, duas pertenciam à rede estadual e uma à rede privada.
| Ensino pré-escolar | 428   | 30  | 12 |
| Ensino fundamental | 3 918 | 180 | 21 |
| Ensino médio       | 1 018 | 78  | 3  |

### Comunicação e serviços básicos
O código de área (DDD) de Piraí do Sul é 42 e o Código de Endereçamento Postal (CEP) vai de 84240-000 a 84240-999. No dia 19 de janeiro de 2009, o município passou a ser servido pela portabilidade, juntamente com outros municípios com o mesmo DDD. A portabilidade é um serviço que possibilita a troca da operadora sem a necessidade de se trocar o número do aparelho.
A responsável pelo serviço de abastecimento de energia elétrica é a Companhia Paranaense de Energia (Copel). Já o serviço de abastecimento de água e coleta de esgoto da cidade é feito pela Companhia de Saneamento do Paraná (Sanepar), sendo que em 2008 havia 5 867 unidades consumidoras e eram distribuídos em média 2 089 m³ de água tratada por dia.

### Transportes

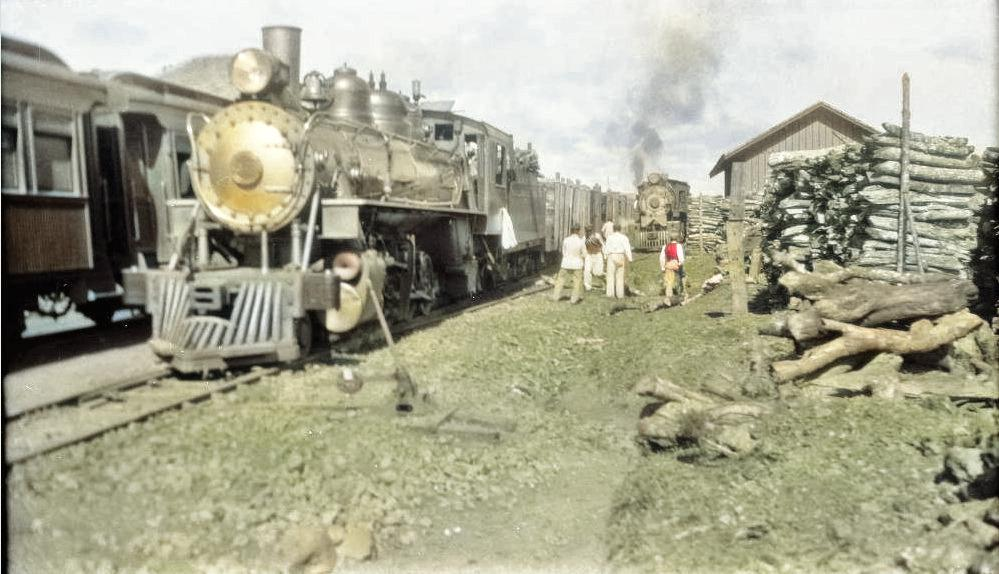
Estação ferroviária de Piraí do Sul, provavelmente na década de 1940 (foto colorizada)

A frota municipal no ano de 2013 era de 10 379 veículos, sendo 6 075 automóveis, 460 caminhões, 137 caminhões-trator, 945 caminhonetes, 225 caminhonetas, 42 micro-ônibus, 1 792 motocicletas, 335 motonetas, 97 ônibus, 19 utilitários e 252 classificados como outros tipos de veículos. Piraí do Sul possui acesso às rodovias PR-151, que é duplicada e conecta a cidade a Ponta Grossa, Castro, Jaguariaíva e à divisa com o estado de São Paulo (em Itararé), e PR-090, que interliga o município a Londrina e à Região Metropolitana de Curitiba.
O município foi servido com transporte ferroviário de passageiros através da Estrada de Ferro São Paulo-Rio Grande, cujo primeiro trecho aberto, em 1896, ligava Piraí do Sul a Rebouças. Em 1909, a via férrea alcançou seu quilômetro-zero, na cidade de São Paulo, e em 1910, atingiu Marcelino Ramos, no Rio Grande do Sul, tendo fornecido inclusive o trem internacional São Paulo–Montevidéu entre 1943 e 1954, por meio de ramais. Em 1983, o transporte de passageiros foi desativado, e o caminho que passa pelo município foi desconectado da ferrovia na década de 90, sendo utilizado apenas por composições que vêm de fábricas de celulose e papel. A principal estação da cidade, inaugurada em 1900, foi então abandonada e destruída por um incêndio em março de 2014, enquanto que a Estação Espalha-Brasas, construída em dezembro de 1912 próxima à atual PR-151, já se encontrava demolida em 2003.

## Cultura e lazer

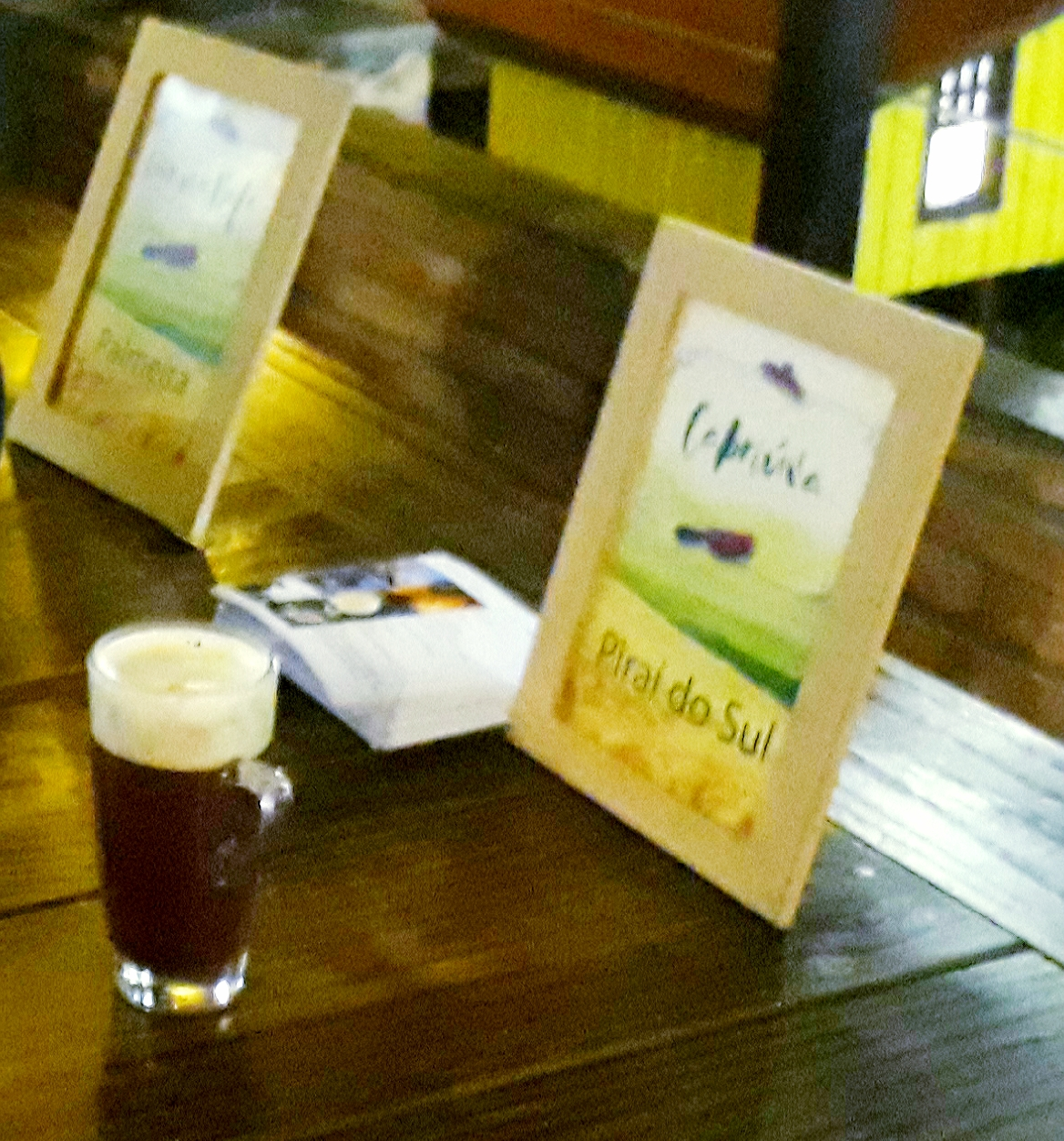
Copo de cabriúva, bebida de vinho típica do município de Piraí do Sul.

### Instituições culturais
Piraí do Sul conta com um conselho municipal de cultura, criado em 2011, paritário e de caráter consultivo, deliberativo e normativo, e conselho municipal de preservação do patrimônio. Também há uma secretaria municipal exclusiva que atua órgão gestor da cultura no município. Dentre os espaços culturais, destaca-se a existência de uma biblioteca mantida pelo poder público municipal, museus, clubes, associações recreativas, estádios ou ginásios poliesportivos e arquivo público ou centro de documentação, segundo o IBGE em 2005 e 2012. Cabe ser ressaltada a presença da Biblioteca Cidadã, implantada em parceria entre o governo estadual e a secretaria municipal de cultura e equipada com um telecentro.
Há existência de equipes artísticas de manifestações tradicionais populares, grupos teatrais, bandas, corais, grupos de desenho e pintura, equipes de capoeira e circo, de acordo com o IBGE em 2012. O artesanato também é uma das formas mais espontâneas da expressão cultural piraiense, sendo que, segundo o IBGE, as principais atividades artesanais desenvolvidas são o bordado e trabalhos com madeira e materiais recicláveis. Ocasionalmente, a secretaria de cultura disponibiliza uma série de cursos gratuitamente à população, oferecendo aulas de dança de rua, dança gaúcha, dança do ventre, teatro e aulas de violão e guitarra.

### Culinária
A bebida típica do município de Piraí do Sul é a cabriúva. É uma bebida tradicional servida principalmente nas festividades do município. A bebida é preparada a base de água, cravo, canela, açúcar e vinho tinto seco, sendo servida quente com gemada e glacê de claras em neve. Já o virado piraiense foi intitulado como o prato típico oficial, prato também conhecido como "virado enxuviano". A iguaria é preparada com banha, feijão branco cozido, arroz cozido, linguiça frita, ovos fritos, cebola frita, cheiro vede, farinha de milho e sal a gosto, podendo ser acompanhada ainda de couve refogada.

### Atrativos e eventos

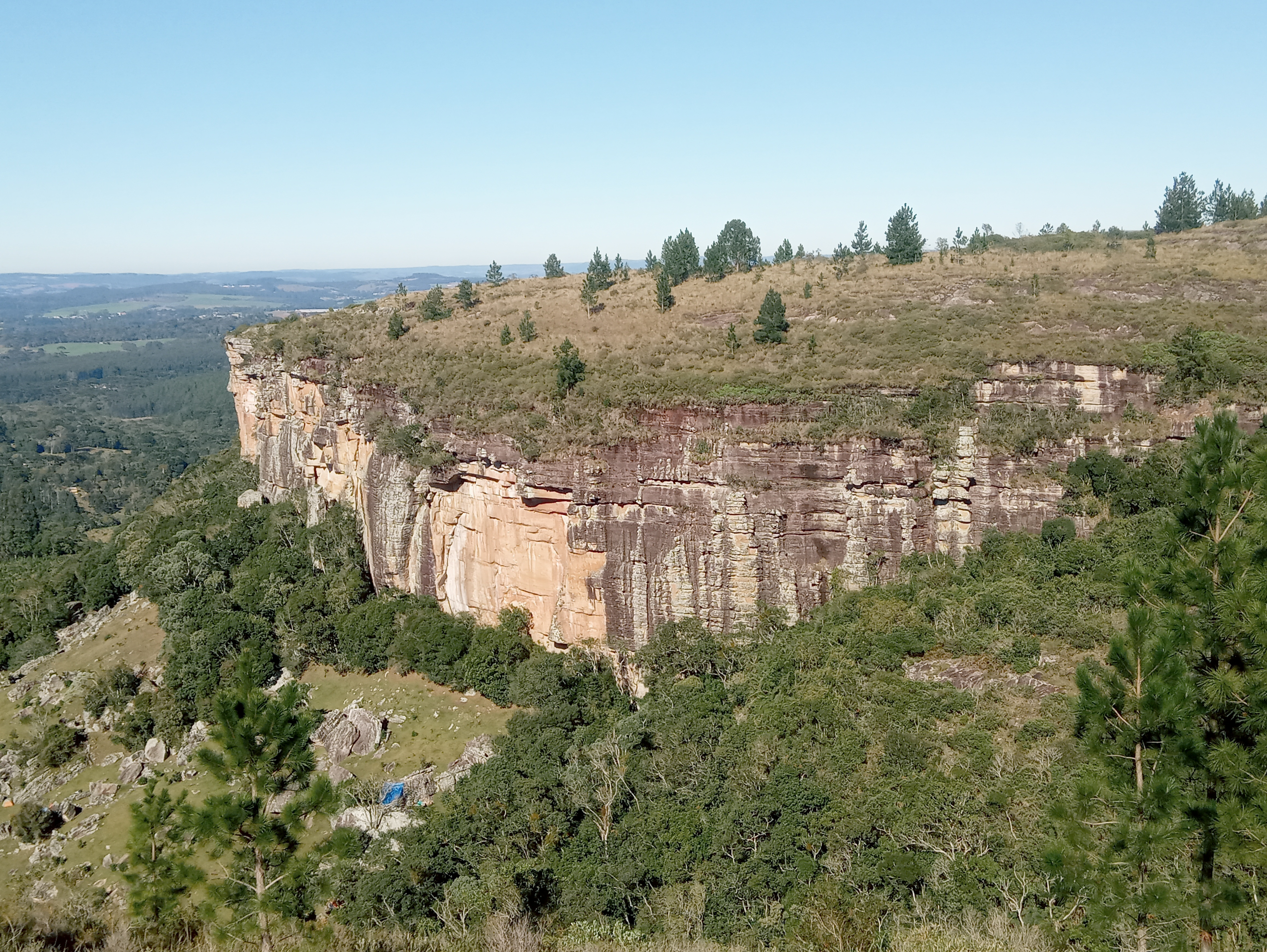
Morro do Corpo Seco em Piraí do Sul, um dos melhores lugares para a pratica de rapel do Brasil.

Dentre os principais eventos realizados regularmente em Piraí do Sul, que configuram-se como importantes atrativos, destacam-se o Abril Fest, em ocasião do aniversário da cidade, em abril, com dias seguidos de espetáculos musicais, concurso de beleza (rainha e princesas da Abril Fest), comemorações religiosas especiais e o desfile cívico que marca o auge do evento, em 23 de abril, celebrando a data da emancipação política; a Festa do Trabalhador, em homenagem ao Dia do Trabalhador, em 1º de maio; as festas juninas e arraiais, entre maio e julho; a Festa do Caminhoneiro, em 12 de outubro; a Festa do Senhor Menino Deus, na ocasião do Natal, com novenas, procissões, celebrações religiosas católicas e apresentações artísticas; além da Festa de Nossa Senhora das Brotas, que é realizada desde 1880, em honra ao título de Nossa Senhora das Brotas dedicado a Piraí do Sul, com procissões e celebrações religiosas que atraem à cidade cerca de 20 mil pessoas todos os anos na ocasião do dia padroeira municipal, em 27 de dezembro.
A devoção à Nossa Senhora das Brotas no município foi herdada da imagem trazida por São Frei Galvão no começo do século XIX, que foi perdida e encontrada intacta após um incêndio. Ao ser redescoberta, entre brotos e raízes, passou a ser representada como protetora da agricultura e da pecuária, e no local do encontro foi erguido na década de 1980 o Santuário de Nossa Senhora das Brotas. Em 21 de dezembro de 1999, o governo estadual instituiu Piraí do Sul como Polo Turístico Religioso e em 2004, Dom Sérgio Arthur Braschi, bispo diocesano de Ponta Grossa e secretário do Conselho Episcopal Regional Sul II da Conferência Nacional dos Bispos do Brasil, em atendimento ao pedido do coordenador geral do Grupo de Trabalho do Projeto "Caminho das Tropas", Jorge Rosas Demiate, declarou, em âmbito diocesano, que o santuário existente nos bosque de Piraí do Sul se constitui em um "marco religioso do Caminho das Tropas".

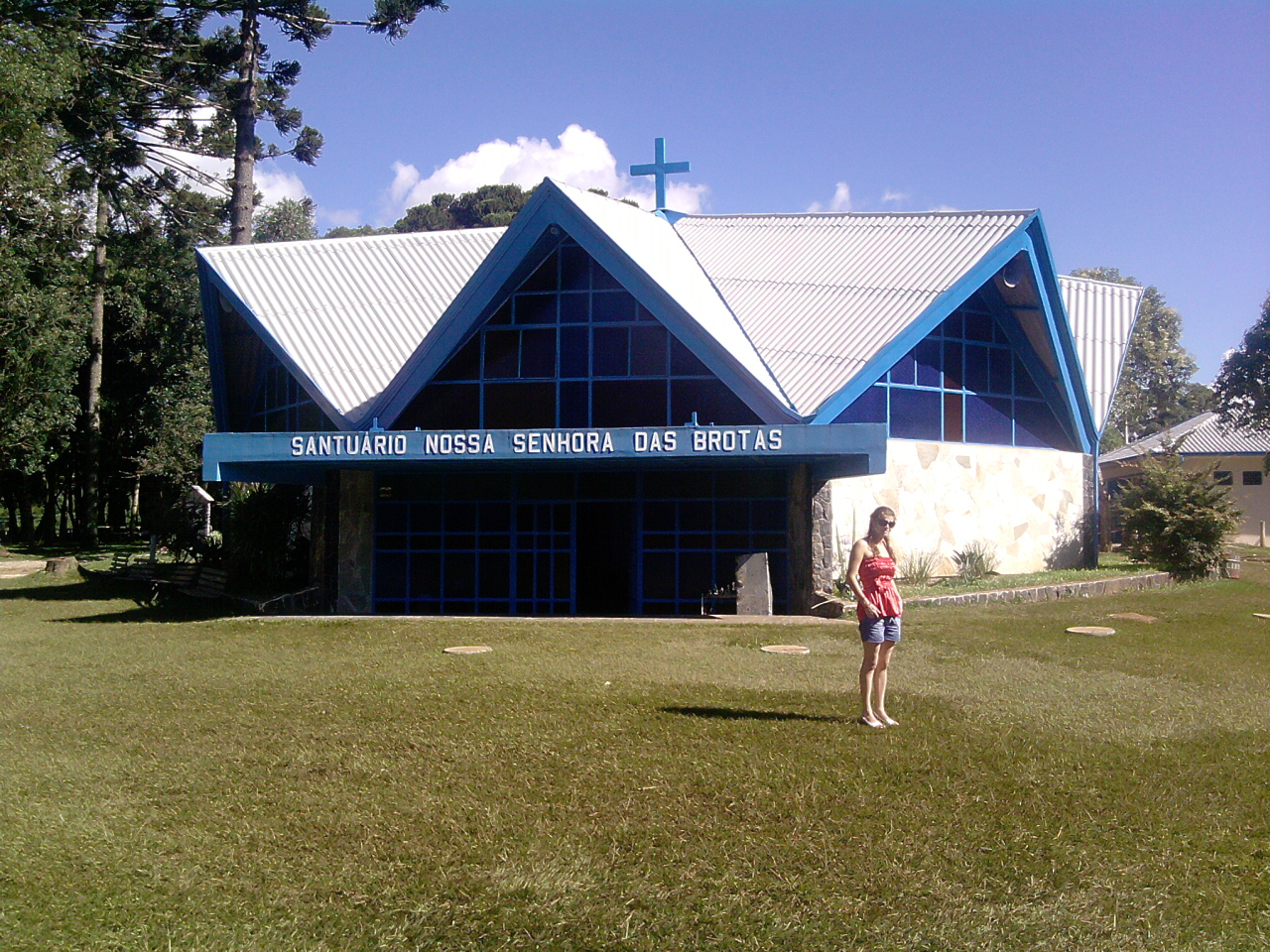
Vista do Santuário de Nossa Senhora das Brotas

Em 18 de maio de 2011, foi firmado um protocolo entre o prefeito de Nova Trento, Orivan Jarbas Orsi, e o então prefeito de Piraí do Sul, Antonio El Achkar, na Conferência Nacional dos Bispos do Brasil, em Curitiba, com a intenção de desenvolver um circuito de turismo religioso sustentável entre os dois municípios, firmando uma parceria entre as prefeituras e incorporando roteiros turísticos que ressaltam o Santuário de Nossa Senhora das Brotas e o Santuário de Madre Paulina, em Nova Trento, de modo a permitir o desenvolvimento das regiões onde os caminhos ocorrem.
Piraí do Sul conta com um dos melhores lugares do Brasil para a prática de rapel, possuindo vários pontos de escalada, sendo os principais: Setor Corpo Seco, Setor Fundos, Setor Rupestre, Setor Unha de Gato, Setor Amigos. Dentre os pontos de escaladas do município, destaca-se o Setor Corpo Seco, localizado no Morro do Corpo Seco, ao qual possui mais de uma centena de vias de acesso, inclusive vários negativos e outras vias que se notabilizam pelo seu grau de dificuldade. O Morro do Corpo Seco atrai visitantes de todo o Brasil e de outros países.

### Feriados
Em Piraí do Sul há dois feriados municipais e oito feriados nacionais, além dos pontos facultativos. Os feriados municipais são o dia do aniversário da cidade, em 23 de abril; e o dia de Nossa Senhora das Brotas, padroeira municipal, em 27 de dezembro. De acordo com a lei federal nº 9.093, aprovada em 12 de setembro de 1995, os municípios podem ter no máximo quatro feriados municipais com âmbito religioso, já incluída a Sexta-Feira Santa.